# Mittlere Donau Kraftwerke
Die Mittlere Donau Kraftwerke AG ist ein am 18. Juli 1979 gegründetes Tochterunternehmen der Rhein-Main-Donau AG mit Sitz in München, das Eigentümer von vier Laufwasserkraftwerken an der mittleren Donau zwischen Dillingen und Donauwörth ist. Das Unternehmen gehört mit einem Anteil von 60 % der Rhein-Main-Donau AG und mit 40 % der Lechwerke AG.
Die Betriebsführung der Kraftwerke liegt bei der Bayerische Elektrizitätswerke GmbH in Augsburg.
| Kraftwerk              | Ort          | Leistung in MW | Fallhöhe in m | Anzahl Turbinen | Regelarbeitsvermögen in GWh | Baujahr |
| ---------------------- | ------------ | -------------- | ------------- | --------------- | --------------------------- | ------- |
| Kraftwerk Dillingen    | Dillingen    | 7,4            | 5,50          | 2               | 45,4                        | 1981    |
| Kraftwerk Höchstädt    | Höchstädt    | 10,0           | 7,45          | 2               | 61,6                        | 1982    |
| Kraftwerk Schwenningen | Schwenningen | 8,6            | 6,30          | 2               | 53,4                        | 1983    |
| Kraftwerk Donauwörth   | Donauwörth   | 8,5            | 7,0           | 2               | 54,8                        | 1984    |